# MÁV-Baureihe Mk49
Die MÁV-Baureihe Mk49 ist eine 1960 von Rába Győr entwickelte Diesellokomotive, die in sieben Exemplaren für verschiedene mit 760 mm Spurweite ausgeführte Schmalspurbahnen der ungarischen Staatsbahnen Magyar Államvasutak (MÁV) gefertigt wurde. Die Maschinen standen im Alltagsbetrieb bis 1973 im Einsatz. Die Lokomotive Mk49,2006 ist bei der Kindereisenbahn Budapest als einziges Exponat betriebsfähig erhalten.

## Geschichte
Da sich die MÁV-Baureihe Mk48 bewährt hatte, wollten die Magyar Államvasutak für ihre zahlreichen Schmalspurbahnen in bosnischer Spurweite eine Lokomotive mit doppelter Antriebsleistung, um die eingesetzten Dampflokomotiven ablösen zu können. So entstand 1961 die Mk49,2001, die auf der Schmalspurbahn bei Sárospatak getestet wurde. 1962 folgten sechs weitere Lokomotiven, die auf der Kindereisenbahn bei Hüvösvölgy und im Schmalspurnetz Kecskemét eingesetzt wurden. Die Lokomotive ist im Gegensatz zur Mk48 mit zwei Endführerständen ausgeführt.
Die Lokomotiven brachten im Betriebsdienst, bei der sie die Leistungen der MÁV-Baureihe 490 erbringen mussten, nicht die erwarteten Ergebnisse. Die Leistung lag weit hinter anderen Schmalspurdiesellokomotiven wie z. B. der ČSD-Baureihe T 47.0 zurück. Da sie im Betrieb störanfällig gewesen sein sollen, wurden die Lokomotiven Mitte der 1960er Jahre bei der Kindereisenbahn Budapest konzentriert. Hier begann 1971 die Ausmusterung der Lokomotiven, als die Mk49,2003 und Mk49,2005 bei einem Brand des Lokschuppens vernichtet wurden. Um diese Zeit erschienen die in der Leistung wesentlich stärkeren Lokomotiven der Reihe Mk45 (FAUR L45H). Daher wurden alle Lokomotiven gegen diese ausgetauscht und bis auf die Mk49,2006 verschrottet. Diese Lokomotive wurde auf dem Bahnhof Széchenyihegy der Kindereisenbahn als Denkmal aufgestellt. 2003 wurde die Lok von ihrem Denkmalsockel geholt und in der Hauptwerkstätte der Kindereisenbahn wieder betriebsfähig aufgearbeitet. Am 31. Juli 2023 fand anlässlich des 75-jährigen Jubiläums der Bahn die erste Fahrt statt; seitdem wird sie für Sonderfahrten eingesetzt. Die Mk49,2007 soll nach ihrer Ausmusterung bei der Technischen Hochschule in Győr verblieben sein, wo sich ihre Spur verliert.

## Technische Beschreibung

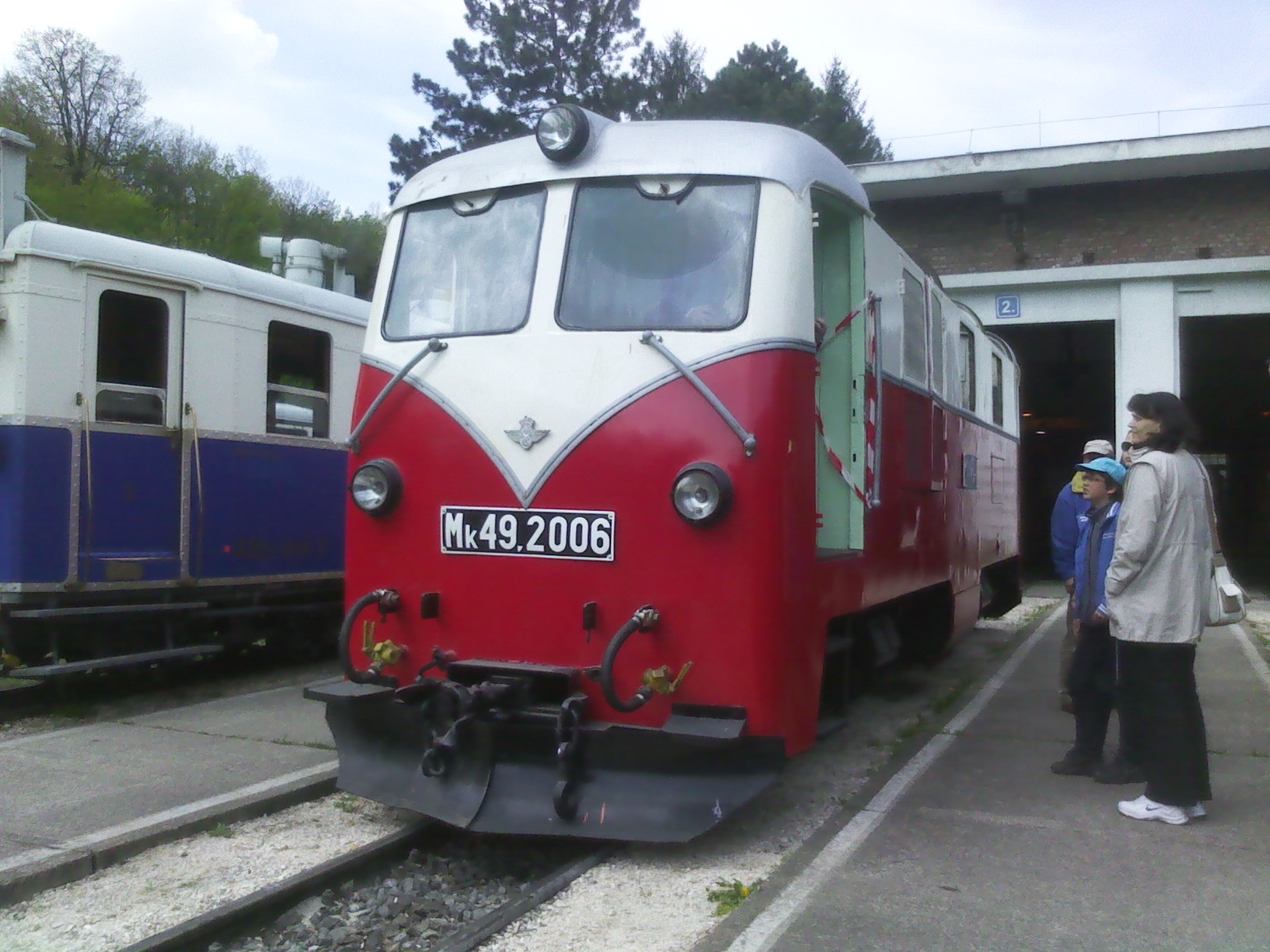
Mk49 2006 im Jahr 2014 während der Wiederaufarbeitung

Die Baureihe wurde von der Normalspurlokomotive MÁV-Baureihe M38 abgeleitet. Im Gegensatz zu dieser Lokomotive wurde die Mk49 als Maschine mit zwei Endführerständen gebaut, zwischen denen die Maschinenanlage lag. Zur Erzielung einer ausreichenden Achslast und guter Laufeigenschaften wurde sie vierachsig ausgeführt.
Der Lokkasten stützte sich auf den Drehgestellen mittels Blattfedern ab. Angetrieben wurden die Lokomotiven von dem Zwölfzylinder-Viertakt-Dieselmotor GANZ-Jendrassik 12 JV 13,5 / 17, der bei 1.500 min−1 eine Leistung von 200 kW (270 PS) abgab. Der Motor wurde von einem elektrischen Anlasser gestartet, die Energie bezog dieser aus einem Bordnetz von 24 V. Die Leistungsübertragung war hydrodynamisch, das Strömungsgetriebe bestand aus zwei Wandlern, der Umschaltpunkt zwischen ihnen lag bei 25 km/h. Am Strömungsgetriebe war das Wendegetriebe angeschlossen.
Die Lokomotive war mit einer Druckluftbremse ausgestattet. Für den Zug war die indirekt wirkende, für die Lok allein die direkt wirkende Bremse vorhanden. Die dafür und die Steuerung der Hilfsbetriebe benötigte Luft wurde von einem Luftverdichter vom Typ Ganz MK Typ 135 mit 1.500 l/min erzeugt. Die Maschinen waren mit einer Mittelpufferkupplung ausgerüstet.